# Trirhabda
Genre
Le genre Trirhabda regroupe au moins 30 espèces de Coléoptères de la famille des Chrysomelidae, dont 28 espèces uniquement pour l'Amérique du Nord.
Communément appelés Chrysomèles, ces petits insectes phytophages vivent surtout dans les champs, les prés, les cultures et tout autre endroit ensoleillé. Certains d'entre eux peuvent atteindre 15 mm de long, voire davantage.

## Espèces
Parmi les 30 espèces recensées à ce jour :
- Trirhabda adela (Blake, 1931)
- Trirhabda attenuata (Say, 1824)
- Trirhabda bacharidis (Weber, 1801)
- Trirhabda borealis Blake, 1931
- Trirhabda caduca Horn 1893
- Trirhabda canadensis (Kirby, 1837)
- Trirhabda confusa (Blake, 1931)
- Trirhabda convergens (J. L. LeConte, 1865)
- Trirhabda diducta (Horn, 1893)
- Trirhabda eriodictyonis (Fall, 1907)
- Trirhabda flavolimbata (Mannerheim, 1843)
- Trirhabda geminata (Horn, 1893)
- Trirhabda labrata (Fall, 1907)
- Trirhabda lewisii (Crotch, 1873)
- Trirhabda luteocincta (J. L. LeConte, 1858)
- Trirhabda manisi (Hogue in Hatch, 1971)
- Trirhabda nigriventris (Blake, 1951)
- Trirhabda nitidicollis (J. L. LeConte, 1865)
- Trirhabda pilosa (Blake, 1931)
- Trirhabda pubicollis (Blake, 1951)
- Trirhabda schwarzi (Blake, 1951)
- Trirhabda sericotrachyla (Blake, 1931)
- Trirhabda virgata (J. L. LeConte, 1865)